# Episodi di Buongiorno professore (prima stagione)
La prima stagione della serie televisiva Buongiorno professore è stata trasmessa in anteprima in Germania dalla ZDF tra il 5 gennaio 1992 e il 31 marzo 1992.
| nº | Titolo originale            | Titolo italiano | Prima TV Germania | Prima TV Italia |
| -- | --------------------------- | --------------- | ----------------- | --------------- |
| 1  | Vaterfreuden (Teil 1)       |                 | 5 gennaio 1992    |                 |
| 2  | Vaterfreuden (Teil 2)       |                 | 5 gennaio 1992    |                 |
| 3  | Das schwangere Mädchen      |                 | 7 gennaio 1992    |                 |
| 4  | Sonntag mit Frauen          |                 | 14 gennaio 1992   |                 |
| 5  | Krankheitsfälle             |                 | 21 gennaio 1992   |                 |
| 6  | Guten Morgen, Herr Direktor |                 | 28 gennaio 1992   |                 |
| 7  | Klassenfahrt                |                 | 4 febbraio 1992   |                 |
| 8  | Das Duell                   |                 | 11 febbraio 1992  |                 |
| 9  | Tierliebe                   |                 | 18 febbraio 1992  |                 |
| 10 | Zwei freie Tage             |                 | 25 febbraio 1992  |                 |
| 11 | Das verschwundene Mädchen   |                 | 3 marzo 1992      |                 |
| 12 | Hier spricht die Polizei    |                 | 10 marzo 1992     |                 |
| 13 | Der Satansbraten            |                 | 17 marzo 1992     |                 |
| 14 | Kindergeburtstag            |                 | 24 marzo 1992     |                 |
| 15 | Zum Abschied ein Baby       |                 | 31 marzo 1992     |                 |